# Ain't Them Bodies Saints
Ain't Them Bodies Saints is een Amerikaanse romantische misdaad-dramafilm uit 2013.

## Verhaal
Bob Muldoon ontsnapt uit de gevangenis om zich te herenigen met zijn vrouw en dochter, die hij nooit ontmoet heeft. 

## Rolverdeling
| Acteur             | Personage       |
| ------------------ | --------------- |
| Casey Affleck      | Bob Muldoon     |
| Rooney Mara        | Ruth Guthrie    |
| Ben Foster         | Patrick Wheeler |
| Rami Malek         | Will            |
| Keith Carradine    | Skerritt        |
| Charles Baker      | Bear            |
| Nate Parker        | Sweeter         |
| Augustine Frizzell | Sissy           |
| Kentucker Audley   | Freddy          |
| Will Beinbrink     | Lt. Townes      |
| Annalee Jefferies  | Mary            |